# ستيوارت ويلسون
ستيوارت ويلسون (بالإنجليزية: Stuart Wilson)‏ (و. 1946 – م) هو ممثل، من المملكة المتحدة، ولد في جيلفورد.

## التعليم
تعلم في الأكاديمية الملكية للفنون المسرحية، في تخصص تمثيل.

## وصلات خارجية
- ستيوارت ويلسون على موقع IMDb (الإنجليزية)
- ستيوارت ويلسون على موقع روتن توميتوز (الإنجليزية)
- ستيوارت ويلسون على موقع ألو سيني (الفرنسية)
- ستيوارت ويلسون على موقع أول موفي (الإنجليزية)
- ستيوارت ويلسون على موقع قاعدة بيانات الأفلام السويدية (السويدية)
- ستيوارت ويلسون على موقع إن إن دي بي (الإنجليزية)
- ستيوارت ويلسون على موقع قاعدة بيانات الفيلم (الإنجليزية)
- ستيوارت ويلسون على موقع كينوبويسك (الروسية)